# Nikólaos Mavrogénis
Nikólaos Mavrogénis (en grec moderne : Νικόλαος Μαυρογένης, en roumain : Nicolae Mavrogheni) nait vers 1735 à Paros (Cyclades en Grèce) et fut exécuté sur ordre du Sultan en septembre 1790 à Byala en Bulgarie. Il est hospodar de Valachie de 1786 à juin 1790.

## Biographie
Prince grec mais non phanariote au service du gouvernement ottoman, il fut drogman de la flotte turque, sous les ordres du Capitan-pacha Hassan pacha. Son efficacité contre la Révolution d'Orloff lui valut d'être nommé souverain de Valachie en mars 1786. Il reste jusqu'en 1790 sur le trône de cette principauté, en dépit de l'opposition de la noblesse roumaine, du fait de ses coûteux excès (par exemple, il fit dorer à la feuille les ramures des cerfs de sa ménagerie personnelle, qu'il attelait à son carrosse pour parader dans Bucarest).

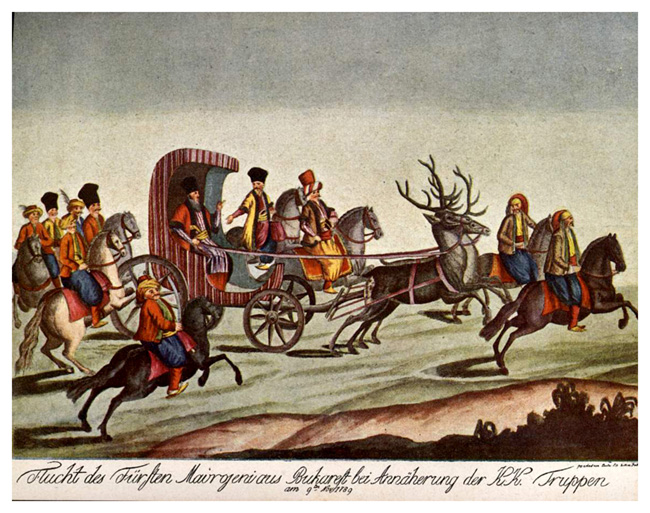
Nikólaos Mavrogénis fuit l'invasion autrichienne, tracté par les cerfs de sa ménagerie princière.

Parmi ses actions positives, il a développé dans Bucarest les adductions d'eau potable par des tuyaux en terre cuite, et aurait financé la construction de l'église de la « Source miraculeuse » à Bucarest (dite « Église de Mavrogénis ») et la restauration de la basilique de la Panaghia Katapoliani, endommagée par un tremblement de terre, sur son île natale de Paros.
Au cours de la guerre russo-turque de 1787-1792, il affronta les armées autrichiennes et connut quelques succès la première année. Mais en 1789, l'armée autrichienne occupa une partie du territoire de la Valachie, dont la capitale Bucarest. Lui-même tenta de fuir vers la Turquie, mais perdit la protection de son ancien supérieur Hassan pacha, mort en juin, puis fut battu et capturé en juin 1790 par les Autrichiens et emmené par eux au Banat, alors autrichien.
Libéré contre rançon dans les premiers jours de septembre 1790, le prince Nikólaos Mavrogénis est convoqué par le grand vizir Youssouf Pacha au quartier-général de l'armée ottomane et est décapité pour trahison dans le village de Bela ou Byala à 30 km au sud de Vidin, sur ordre du sultan Sélim III.
Il est le grand-oncle de l'héroïne de la guerre d'indépendance grecque, Manto Mavrogéni.